# Inferno Tour
L'Inferno Tour è stato un tour svoltosi nel 2004/2005 dalla band heavy metal Motörhead. Il tour ha preso nome dal loro fortunato album del 2004 Inferno e della data del 7 dicembre dello stesso anno di Düsseldorf (Germania) è stato registrato un DVD uscito poi nel 2005 e intitolato Stage Fright.
I gruppi di supporto sono stati Class of Zero (Regno Unito) e Sepultura (Scozia, Inghilterra ed Europa).
Nell'ultima data della tappa inglese, quella del 27 novembre all'Hammersmith Odeon di Londra l'ex chitarrista Würzel ha suonato insieme ai suoi vecchi compagni Overkill, invece il 3 aprile a Hollywood, California, i Motörhead parteciparono al pay-per-view WWE WrestleMania 21, eseguendo (come intro per il wrestler Triple H) solo la loro nota "The Game", per la seconda e ad oggi ultima volta in carriera.

## Scaletta
1. Doctor Rock
2. Stay Clean
3. Shoot You In The Back
4. Love Me Like A Reptile
5. Killers
6. Metropolis
7. Over The Top
8. No Class
9. I Got Mine
10. In the Name of Tragedy
11. Dancing On Your Grave
12. R.A.M.O.N.E.S.
13. Sacrifice + Drum Solo
14. Just 'Cos You Got the Power
15. Going to Brazil
16. Killed by Death
17. Iron Fist
18. Whorehouse Blues
19. Ace of Spades
20. Overkill

## Date e tappe
| Data        | Luogo                         | Città               | Paese                 |
| ----------- | ----------------------------- | ------------------- | --------------------- |
| Regno Unito |                               |                     |                       |
| 04/11/2004  | Ambassador                    | Dublino             | Irlanda               |
| 05/11/2004  | Ambassador                    | Dublino             | Irlanda               |
| 06/11/2004  | Ulster Hall                   | Belfast             | Irlanda               |
| 09/11/2004  | Barrowlands                   | Glasgow             | Scozia                |
| 10/11/2004  | Academy                       | Liverpool           | Inghilterra           |
| 11/11/2004  | Octagon Theatre               | Sheffield           | Inghilterra           |
| 13/11/2004  | City Hall                     | Newcastle upon Tyne | Inghilterra           |
| 14/11/2004  | Apollo                        | Manchester          | Inghilterra           |
| 15/11/2004  | Rock City                     | Nottingham          | Inghilterra           |
| 17/11/2004  | University                    | Exeter              | Inghilterra           |
| 18/11/2004  | Colston Hall                  | Bristol             | Inghilterra           |
| 19/11/2004  | Guildhall                     | Southampton         | Inghilterra           |
| 21/11/2004  | Center                        | Newport             | Inghilterra           |
| 22/11/2004  | University of East Anglia     | Norwich             | Inghilterra           |
| 23/11/2004  | Leas Cliff Hall               | Folkestone          | Inghilterra           |
| 25/11/2004  | Academy                       | Birmingham          | Inghilterra           |
| 26/11/2004  | Corn Exchange                 | Cambridge           | Inghilterra           |
| 27/11/2004  | Hammersmith Apollo            | Londra              | Inghilterra           |
| Europa      |                               |                     |                       |
| 29/11/2004  | Heineken Music Hall           | Amsterdam           | Paesi Bassi           |
| 30/11/2004  | Podium                        | Hardenberg          | Paesi Bassi           |
| 01/12/2004  | Halle Gartlage                | Osnabrück           | Germania              |
| 03/12/2004  | Thuringenhalle                | Erfurt              | Germania              |
| 04/12/2004  | A.M.O.                        | Magdeburgo          | Germania              |
| 05/12/2004  | Schlachthof                   | Wiesbaden           | Germania              |
| 07/12/2004  | Philipshalle                  | Düsseldorf          | Germania              |
| 08/12/2004  | Stadionsporthalle             | Hannover            | Germania              |
| 09/12/2004  | Schlachthof                   | Dresda              | Germania              |
| 10/12/2004  | Congresscenter                | Stoccarda           | Germania              |
| 12/12/2004  | KB Hallen                     | Copenaghen          | Danimarca             |
| 13/12/2004  | Baltiska Hallen               | Malmö               | Svezia                |
| 14/12/2004  | TBC                           | Oslo                | Norvegia              |
| 16/12/2004  | Teather Garage                | Bergen              | Norvegia              |
| 18/12/2004  | Lisebergshallen               | Göteborg            | Svezia                |
| 19/12/2004  | Fryshuset                     | Stoccolma           | Svezia                |
| America     |                               |                     |                       |
| 09/03/2005  | Starland Ballroom             | Sayreville          | Stati Uniti d'America |
| 11/03/2005  | The Palladium                 | Worcester           | Stati Uniti d'America |
| 12/03/2005  | B.B. Kings Blues Club & Grill | New York            | Stati Uniti d'America |
| 13/03/2005  | Magic City Music Hall         | Binghamton          | Stati Uniti d'America |
| 15/03/2005  | Webster Theatre               | Hartford            | Stati Uniti d'America |
| 16/03/2005  | The Trocadero                 | Filadelfia          | Stati Uniti d'America |
| 18/03/2005  | Agora Theatre                 | Cleveland           | Stati Uniti d'America |
| 19/03/2005  | House of Blues                | Chicago             | Stati Uniti d'America |
| 20/03/2005  | Rave Ballroom                 | Milwaukee           | Stati Uniti d'America |
| 21/03/2005  | House of Blues                | Chicago             | Stati Uniti d'America |
| 23/03/2005  | First Avenue                  | Minneapolis         | Stati Uniti d'America |
| 25/03/2005  | Sokol Auditorium              | Omaha               | Stati Uniti d'America |
| 26/03/2005  | Expo Centre                   | Kearney             | Stati Uniti d'America |
| 27/03/2005  | Ogden Theatre                 | Denver              | Stati Uniti d'America |
| 29/03/2005  | Showcase Theatre              | Albuquerque         | Stati Uniti d'America |
| 01/04/2005  | Wiltern Theatre               | Los Angeles         | Stati Uniti d'America |
| 02/04/2005  | House of Blues                | Anaheim             | Stati Uniti d'America |
| 03/04/2005  | WWE WrestleMania 21           | Los Angeles         | Stati Uniti d'America |
| 05/04/2005  | House of Blues                | Las Vegas           | Stati Uniti d'America |
| 06/04/2005  | The Dome                      | Bakersfield         | Stati Uniti d'America |
| 08/04/2005  | Warfield                      | San Francisco       | Stati Uniti d'America |
| 09/04/2005  | Roseland Theatre              | Portland            | Stati Uniti d'America |
| 10/04/2005  | The Showbox                   | Seattle             | Stati Uniti d'America |
| 12/04/2005  | Big Easy                      | Spokane             | Stati Uniti d'America |
| 14/04/2005  | Commodore Ballroom            | Vancouver           | Canada                |
| 15/04/2005  | Prince George Multiplex       | Prince George       | Canada                |
| 17/04/2005  | The Whiskey                   | Calgary             | Canada                |
| 18/04/2005  | Red's                         | Edmonton            | Canada                |
| 19/04/2005  | Wild Bills                    | Banff               | Canada                |
| 21/04/2005  | Credit Union Centre           | Saskatoon           | Canada                |
| 22/04/2005  | Burton Cummings Theatre       | Winnipeg            | Canada                |
| 23/04/2005  | Warp 9                        | Thunder Bay         | Canada                |
| 25/04/2005  | The Docks                     | Toronto             | Canada                |
| 26/04/2005  | Stages                        | Kingston            | Canada                |
| 28/04/2005  | Capitol Music Hall            | Ottawa              | Canada                |
| 29/04/2005  | Capitol Theatre               | Québec              | Canada                |
| 30/04/2005  | Metropolis                    | Montréal            | Canada                |
| 02/05/2005  | Halifax Civic Centre          | Halifax             | Canada                |
| 03/05/2005  | Lord Beaverbrook Rink         | Saint John          | Canada                |
| 05/05/2005  | Hampton Beach Casino Ballroom | Manchester          | Stati Uniti d'America |
| 28/05/2005  | Auditorio Coca Cola           | Monterrey           | Messico               |

## Formazione
- Lemmy - basso, voce, armonica a bocca per la traccia "Whorehouse Blues"
- Philip Campbell -  chitarra
- Mikkey Dee - batteria, chitarra per la traccia "Whorehouse Blues"